# جرج استریت
جرج هاروی استریت سینیور (به انگلیسی: George Harvey Strait, Sr.) (زادهٔ ۱۸ مه ۱۹۵۲) خواننده آمریکایی سبک کانتری برنده جایزه گرمی است.